# Holy Cross (Alaska)
Holy Cross is een plaats (city) in de Amerikaanse staat Alaska, en valt bestuurlijk gezien onder Yukon-Koyukuk Census Area.

## Demografie
Bij de volkstelling in 2000 werd het aantal inwoners vastgesteld op 227.
In 2006 is het aantal inwoners door het United States Census Bureau geschat op 204, een daling van 23 (-10.1%).

## Geografie
Volgens het United States Census Bureau beslaat de plaats een oppervlakte van
97,0 km², waarvan 81,0 km² land en 16,0 km² water.

## Plaatsen in de nabije omgeving
De onderstaande figuur toont nabijgelegen plaatsen in een straal van 80 km rond Holy Cross.